# Alfred Pochon
Alfred Pochon, né à Yverdon-les-Bains le 30 juillet 1878 et mort à Lutry le 26 février 1959, est un musicien vaudois.

## Biographie
C'est dans sa ville natale, à l'âge de sept ans, qu'il commence l'apprentissage du violon avant de suivre les enseignements de Louis Rey à Genève. À quatorze ans il se décide définitivement pour une carrière musicale. Il part alors pour la Belgique en 1895 et s'inscrit au Conservatoire de Liège, c'est le violoniste César Thomson qui lui enseigne l'art du violon et surtout celui du quatuor à cordes. Alfred Pochon obtient son diplôme ainsi qu'un premier prix de violon en 1897.
Il donne un de ses premiers concerts en tant que soliste au Casino de Saint-Pierre à Genève en 1889 ; il y joue le Septième Concerto de Louis Spohr. Alfred Pochon est déjà en 1890 dans les rangs des violons de l'orchestre des Concerts classiques de Genève, dirigé par Hugo de Senger. Il tient également le pupitre de premier violon dans l'orchestre Eugène Ysaye, fondé et dirigé par ce dernier à Bruxelles. En 1901, il quitte la Belgique pour Vienne avant de découvrir les États-Unis. 
En 1903 le violoniste fonde, avec l'appui financier de son ami le banquier E.-J. de Coppet, le Quatuor Flonzaley à New York. Ce quatuor le fait voyager en Europe, en Amérique du Nord et à Cuba. En 1922, il s'installe à Lutry. C'est là que dorénavant se rencontrent les membres du Quatuor. En mai 1929, après la cessation de l'activité du Quatuor Flonzaley, Alfred Pochon crée avec Nicolas Moldavan (ru) le Quatuor Stradivarius avec lequel il enchaîne les tournées durant neuf ans. En 1941, il devient directeur du Conservatoire de musique de Lausanne jusqu'en 1957. En 1944, il crée la Gazette musicale du Conservatoire de Lausanne.
Alfred Pochon décède après une longue maladie, le 26 février 1959 dans sa propriété de Lutry.

## Sources
- « Alfred Pochon », sur la base de données des personnalités vaudoises sur la plateforme « Patrinum » de la Bibliothèque cantonale et universitaire de Lausanne.
- Jean-Louis Matthey, « Alfred Pochon » dans le Dictionnaire historique de la Suisse en ligne.
- Jean-Louis Matthey, Fonds musical Alfred Pochon, Lausanne, Bibliothèque cantonale et universitaire, 1979, p. V-XVII
- Patrie suisse, (Ch. G.) 1929, no 1021, p. 587
- Dictionnaire des musiciens suisses, Zurich, Atlantis Verlag, 1964, p. 298-99
- FN - Présentations, Quatuor du Flonzaley, Aperçu historique
- FN - Collections spéciales: Alfred Pochon
- http://www.cdlhem.ch/bibliotheque/fondsSpeciaux/documents/pochon_bio.pdf